# اکسوس فایننشل
اکسوس فایننشل (انگلیسی: Axos Financial) شرکت خدمات مالی آمریکایی است، که در سال ۱۹۹۹ تأسیس شد.